# سیرد
سیرد (به لاتین: Sereď) یک شهر در اسلواکی است که در Galanta District واقع شده‌است. سیرد ۳۰٫۴۵۴ کیلومتر مربع مساحت و ۱۷٬۲۲۴ نفر جمعیت دارد و ۱۲۸ متر بالاتر از سطح دریا واقع شده‌است.